# Graphics9000
Graphics9000 (также известно как GFX9000) — устройство расширения графических возможностей для бытовых компьютеров стандарта MSX, разработанное группой Sunrise Swiss в 1994 году. Предназначено для использования с любыми компьютерами, соответствующими стандарту MSX2, MSX2+, или MSX Turbo R.

## Устройство
Устройство Graphics9000 выполнено в виде картриджа расширения, устанавливаемое в слот компьютера, также подключающегося к видеовыходу компьютера и монитору. Устройство работает в качестве дополнительного видеоконтроллера, работающего независимо, и накладывает свой видеосигнал на видеосигнал штатного видеоконтроллера компьютера. Таким образом, оно представляет собой скорее графический ускоритель, чем видеокарту (подобный способ подключения использовался в первых моделях 3D-ускорителей 3DFX для IBM PC-совместимых компьютеров).
В основе устройства используется микросхема видеоконтроллера Yamaha V9990. Она разработана на основе никогда не производившейся микросхемы V9978, разработанной специально для использования в компьютерах предполагаемого, но не реализованного стандарта MSX3. По сравнению с V9978, V9990 не имеет обратной совместимости с микросхемами линейки V99x8, и таким образом не может быть использована в качестве основного видеоконтроллера MSX-совместимых компьютеров.

## Технические характеристики
Основные технические характеристики соответствуют предоставляемым микросхемой V9990 возможностям:
- Два режима блочной графики:
  - Режим P1, разрешение 256 x 212 точек, два слоя фонового изображения
  - Режим P2, разрешение 512 x 212 точек, один слой фонового изображения
  - Фоновое изображение составляется из блоков 8x8 точек. Доступно аппаратное отображение спрайтов с системой приоритета отображения между спрайтами и слоями фона.
- Аппаратное отображение спрайтов:
  - Спрайты имеют размер 16 x 16 точек, 16 цветов на точку
  - Одновременное отображение до 125 спрайтов на экране, и до 16 спрайтов на одной строке изображения
- Четыре растровых видеорежима:
  - Для использования на видеомониторах с телевизионной (NTSC или PAL) развёрткой
    - Режим B1, разрешение 256 x 212 точек
    - Режим B2, разрешение 384 x 240 точек
    - Режим B3, разрешение 512 x 212 точек
    - Режим B4, разрешение 768 x 240 точек

  - Для отображения на мониторах высокого разрешения
    - B5, разрешение 640 x 400 точек
    - B6, разрешение 640 x 480 точек
- Возможность удвоения вертикального разрешения за счёт чередования строк
- Отображение до 32768 цветов на точку; до 16 цветов на точку в режимах B5 и B6
- Встроенная палитра — 64 цвета с выбором из 32768 цветов
- Возможности наложения графики на внешний видеосигнал и оцифровки видеосигнала (с помощью дополнительного устройства Video9000), для таких применений, как наложение титров
- Аппаратные команды рисования, такие как переброска блоков, вывод символов с нужным цветом, рисование линий
- Функция аппаратного отображения курсора:
  - Одновременное отображение до двух курсоров, размером 32 x 32 точки, два цвета
- Прочее:
  - Плавная прокрутка изображения в любом направлении в любом из доступных видеорежимов

Прочие характеристики, определяемые конструкцией Graphics9000:
- 512 КБ видео-ОЗУ

## Программное обеспечение
Для Graphics9000 было создано очень небольшое количество программного обеспечения. В частности, это расширения MSX BASIC с поддержкой устройства (PowerBasic, G-Basic, специальная версия XBASIC); несколько различных утилит, демонстрационных программ, и незавершённых видеоигр.

## Эмуляция
Graphics9000, и собственно микросхема V9990, представляют собой довольно комплексное и сложное устройство. В виду очень небольшого количества программного обеспечения, созданного для Graphics9000, его эмуляция не вызывает особого интереса со стороны разработчиков эмуляторов. В настоящий момент частичная поддержка устройства реализована только в эмуляторе openMSX.